# Швабский словарь
Швабский словарь (нем. Schwäbisches Wörterbuch) — словарь в семи томах, описывающий лексику швабского диалекта. Был создан лингвистами Германом Фишером и Вильгельмом Пфляйдерером в период с 1904 по 1936 год. Этот труд, являющийся фундаментальным, используется в диалектологических исследованиях и сегодня, как самый полный источник словарного запаса носителей разговорного швабского.
Первые попытки собрать словарь были предприняты ещё в конце XIX века Адельбертом фон Келлером, который и собрал полезный материал для словаря. Фишер и Пфляйдерер лишь закончили начатое Келлером.